# Atlas Delmenhorst
El Atlas Delmenhorst es un equipo de fútbol de Alemania que juega en la Oberliga Niedersachsen, una de las ligas regionales que conforman la quinta división de fútbol del país.

## Historia
Fue fundado el 13 de julio de 1973 en la ciudad de Delmenhorst en Baja Sajonia tras la fusión de los equipos locales FC Roland, VSK Bungerhof y SSV Delmenhorst, apoyados por la empresa constructora Atlas Weyhausen GmbH y su estadio es el Stadion an der Düsternortstraße, construido en 1930 y que era sede del SSV Delmenhorst en vista de que el estadio del FC Roland era muy pequeño y el VSK Bungerhof no tenía sede propia.
En 1975 logra el ascenso a la Landesliga Niedersachsen, y para la temporada 1976/77 logra el ascenso a la Oberliga Nord, la entonces cuarta división nacional, liga en la que estuvo por seis temporadas hasta su descenso en 1983, no sin antes hacer su primera aparición en la Copa de Alemania en la que eliminó al Rot-Weiß Oberhausen y Kickers Offenbach, equipos de la 2. Bundesliga para luego ser eliminado en la cuarta ronda por el Borussia Monchengladbach de la Bundesliga.
De 1983 a 1986 jugaron en la Verbandsliga hasta lograr el ascenso a la Oberliga Nord, donde tuvieron varios problemas que los llevaron al descenso tras solo dos temporadas. Al crearse la Regionalliga Nord en los años 1990 como tercera división, el club fue enviado a la Oberliga Niedersachsen/Bremen luego de la división de la Oberliga Nord.
En 1995 asciende a la Regionalliga Nord de la que descendió tras tres temporadas en 1998. Al año siguiente pierde el apoyo de Atlas Weyhausen y pasa a llamarse Delmenhorster SC en octubre de ese año, en 2002 declara insolvencia económica y pierde su registro de clubes. El 10 de julio de ese año nace el Eintracht Delmenhorst y adquire los derechos de los equipos menores del Atlas.
El 4 de abril de 2012 la sección de fútbol se separa del Eintracht Delmenhorst y pasa a ser el Atlas Delmenhorst, logrando varios ascensos de las divisiones regionales y su buen nivel le dieron la clasificación a la Copa de Alemania por segunda ocasión en la temporada 2019/20, aunque fueron eliminados en la primera ronda por el Werder Bremen. En esa temporada logran el ascenso a la Regionalliga Nord nuevamente tras 22 años de ausencia.

## Palmarés
- Verbandsliga Niedersachsen (3): 1976, 1984, 1986
- Bezirksliga Weser-Ems 2 (1): 2016
- Landesliga Weser-Ems (1): 2017